# 槍枝管制
槍枝管制是指任何對定義、限制或限制擁有，包括生產、改裝、進口、運輸、銷售和／或使用槍械的法律、政策、實踐或提案。
槍支管制的法律和政策在世界各地有很大的差異。有些國家（如英國）擁有非常嚴格的槍支限制政策，而其他國家（如美國）有相對溫和的限制。槍支管制的支持者認為，民眾普遍擁有槍支會導致危險性；反對者認為，槍支管制無法降低涉槍傷害、謀殺或自殺。有些美國人認為，槍支管制是極權政府鎮壓的一種工具，這樣的規定會侵犯個人自由。

## 各國政策

### 美國
在美國許多槍支管制的反對者認為根據美國憲法第二修正案，自衛是基本和不可剝奪的人權及公民權利，並認為擁有槍支是行使憲法賦予權利的重要工具。他們認為禁止有效自衛的手段是不道德的，且無法防止罪案。
湯瑪斯·傑佛遜的《平常書》中說到：
「禁止持有武器的法律⋯⋯只會解除那些本來就不打算或沒有決心要犯罪的人的武裝⋯⋯這樣的法律只會讓受害者變得更糟，讓行凶者更強；它們相當於鼓勵而不是阻止兇殺，因為一個沒有武裝的人更可能被一個武裝的人襲擊。」
在美國內戰結束前，美國各州的奴隸法令禁止奴隸擁有槍支，以防止奴隸取槍自衛及逃走。在美國廢除奴隸制之後，南方的州政府根據法律黑人法令禁止黑人擁有槍支，以防止黑人發動叛變推翻白人政府。

### 中華人民共和國
中華人民共和國现时關於槍枝管制的法律是1996年生效的《中华人民共和国枪支管理法》。
《中华人民共和国刑法》第125条非法制造、买卖、运输、邮寄、储存枪支、弹药、爆炸物罪規定，非法制造、买卖、运输、邮寄、储存枪支、弹药、爆炸物者，处三年以上十年以下有期徒刑；情节严重的，处十年以上有期徒刑、无期徒刑或者死刑。

### 中華民國（台灣）
1945年至1983年間，臺灣有大量戰爭遺留的民間槍枝，依照《自衛槍枝管理條例》可以合法登記持有自衛槍枝，許多外省籍公務員、退休軍警擁有合法自衛槍枝執照。自衛槍枝管理條例於1959年修法為槍照更新制，持有人需每兩年向警政機關申請更換槍枝執照。實務上在臺灣合法持槍者多為有政府相關背景的臺灣外省人，本省人與原住民要合法取得槍枝執照非常困難，在槍枝管理上存在省籍問題。
1983年中華民國的槍砲彈藥刀械管制條例公佈後，自衛槍枝管理條例名存實亡，除了極少數機關團體，基本不開放新的合法槍照申請。槍砲彈藥刀械管制條例規定未經許可，製造、販賣或運輸制式或非制式鋼筆槍、瓦斯槍、麻醉槍、獵槍、空氣槍，或第四條第一項第一款所定其他可發射金屬或子彈具有殺傷力之各式槍砲者，處無期徒刑或五年以上有期徒刑，併科新臺幣一千萬元以下罰金。未經許可，轉讓、出租或出借前項所列槍砲者，處五年以上有期徒刑，併科新臺幣一千萬元以下罰金。意圖供自己或他人犯罪之用，而犯前二項之罪者，處無期徒刑或七年以上有期徒刑，併科新臺幣一千萬元以下罰金。未經許可，持有、寄藏或意圖販賣而陳列第一項所列槍砲者，處三年以上十年以下有期徒刑，併科新臺幣七百萬元以下罰金。第一項至第三項之未遂犯罰之。犯第一項、第二項或第四項有關空氣槍之罪，其情節輕微者，得減輕其刑。

## 參看
- 武器管制
- 槍枝暴力
- 槍枝政策
- 各国枪支比率列表

## 外部連結
- 中的“槍枝管制”
- GunPolicy.org （页面存档备份，存于）

### 國家組織
- 澳大利亞槍枝管制－澳大利亞支持槍枝管制的組織
- 槍枝管制聯盟－加拿大 （页面存档备份，存于）
- Stop Gun Caravan - Japan
- Gun Free South Africa
- 停止強制暴力聯盟－美國 （页面存档备份，存于）
- Brady Campaign to Prevent Gun Violence - U.S. （页面存档备份，存于）
- Americans for Responsible Solutions - U.S. （页面存档备份，存于）